# پانالا II
پانالا II (به لاتین: Pannala II) یک منطقهٔ مسکونی در سری‌لانکا است که در استان مرکزی (سری‌لانکا) واقع شده‌است.